# لعبة العقل
لعبة العقل (باليابانية: マインド・ゲーム) (بالإنجليزية: Mind Game)‏ فيلم أنيمي ياباني، مقتبس من مانغا للمؤلف روبين نيشي تحمل نفس الأسم. ومن اخراج ماساكي يواسا. عرض في عام 2004.

## القصة
مُنذ صغره ونيشي كان يُحب ميون، أما الآن وبعدما أصبح بالغًا فنيشي قرر أن يحقق حُلمه ويصبح مانجكا ويتزوج من صديقة طفولته ولكن هُناك مُشكلةٌ واحدة... صديقة طفولته مخطوبة بالفعل كما أنها تعتقد بأن نيشي مُجرد مُخنث وعندما قابل خطيبها عندما كان ينتناول العشاء في منزل عائلتها وقبل به كرجلٍ طيبٍ وخلوق خرج وقتها شخصان من الياكزوا، ومع أن نيشي بدأ ينظر للحياة من منظورٍ مختلف إلا أنه بدأ مغامرته مع ميون وأختها نيان لكي يهربوا من الياكزوا حيث ينتهي بهم المطاف في أكثر مكانٍ غير محظوظين بذهابهم إليه ويُقابلون عجوزًا فيه.

## مؤدين الاصوات
- ساياكا مايدا بدور مون.
- تاكاشي فوجي بدور الرجل العجوز.
- سيكو تاكوما بدور يان.

## روابط خارجية
- لعبة العقل على موقع IMDb (الإنجليزية)
- لعبة العقل على موقع ميتاكريتيك (الإنجليزية)
- لعبة العقل على موقع روتن توميتوز (الإنجليزية)
- لعبة العقل على موقع نتفليكس (الإنجليزية)
- لعبة العقل على موقع ألو سيني (الفرنسية)
- لعبة العقل على موقع Turner Classic Movies (الإنجليزية)
- لعبة العقل على موقع أول موفي (الإنجليزية)
- لعبة العقل على موقع فيلمافينيتي (الإسبانية)
- لعبة العقل على موقع قاعدة بيانات الفيلم (الإنجليزية)
- لعبة العقل على موقع ليتربوكسد (الإنجليزية)